# Congrès UNEF-ID de la Mutualité de 1991
Du 29 mars au 1er avril 1991, se tient à la Mutualité le 72e congrès de l'UNEF Indépendante et Démocratique.

## Le congrès
La majorité semble toujours solide avec 68,9 % des mandats. Mais elle doit faire face à une véritable cartellisation de l’organisation directement importée du Parti socialiste. Le rapport d'orientation va jusqu'à affirmer que "politisation rampante a conduit à transformer l'UNEF-ID en une organisation de jeunesse du PS". La majorité peut tout même compter sur l'alliance solide de la Tendance avenir. Ensemble, ils proposent au syndicat de muter. C'est d'ailleurs le nom du texte d'orientation. Il s'agit d'aller encore plus loin qu'en 1989 dans le pragmatisme et le réformiste. Cette mutation leur parait d'autant plus urgente et profonde que l'audience de UNEF-ID, tant institutionnelle qu'électorale, s'érode de plus en plus. En outre, cette mutation doit théoriquement permettre au syndicat de retrouver son indépendance et Christophe Borgel d'ajouter, un brin prophétique : « Encore deux ans comme ça, et on pourra vraiment parler de crise de l'UNEF ... » , il ne croyait pas si bien dire, la crise arrivera bien en 1993. En attendant, l'opposition a évolué depuis 1989. La TEMAS, d'ailleurs en perte de vitesse et la TDU de plus en plus groupusculaire, se sont réunis dans une même tendance, mais chose plus surprenante, le CERES et les poperénistes les ont rejoints imités en cela par les fabiusiens qui font leur entrée officielle à l'UNEF-ID. Cette tendance composite qui entend déstabiliser la direction s'appelle la Tendance unité par l'indépendance (TUPI). Elle a obtenu 21,2 % des mandats. Mais ce ne sont pas les seules défections socialistes enregistrées par la majorité. La Sensibilité Villetaneuse a elle aussi fait sécession pour fonder une tendance au nom évocateur : la Tendance sursaut ou le déclin (TSOD) qui elle a réalisé 9,9 % voix. Malgré leur différence, les oppositions s'accordent à dénoncer une mutation qui se fait au détriment des valeurs syndicales. Ajoutons que l’étrange alliance de la TUPI ne dépassera guère l’horizon du congrès.

## Départ de Christophe Borgel
En novembre 1991, Christophe Borgel quitte la présidence de l'UNEF-ID. Il cède sa place à l'un de ses proches, Philippe Campinchi.

## Travail avec le Manifeste contre le Front National
Au cours des années 1990, l'UNEF-ID s'engage de plus en plus dans la lutte contre le racisme en général et le Front national en particulier. Chaque groupe politique à son association de prédilection. La majorité, fidèle à Jean-Christophe Cambadélis, travaille avec le Manifeste contre le Front national.

## Le mouvement de 1992 perturbe le fonctionnement de la majorité
Après la guerre du Golfe, c’est le mouvement de 1992 qui vient perturber l’UNEF-ID. Les tendances de l’aile gauche demandent à la direction nationale de rejoindre le mouvement lancé par des indépendants et l’UNEF-SE. L’aile réformiste qui est globalement satisfaite de la réforme qui d’ailleurs reprend plusieurs revendications de l’UNEF-ID ne souhaite pas entrer en grève mais appelle tout de même à des négociations sur les points contestable de la réforme. La majo majo, elle-même est divisée. Son aile gauche, qui détient notamment en la personne d’Emmanuelle Paradis, le secrétariat général, est favorable à la grève. Elle tente de bloquer toute prise de position officielle qui risquerait de discréditer les militants de l’UNEF-ID engagés dans la lutte. Pour les contourner Philippe Campinchi alors prend l'initiative de créer une deuxième coordination dite "Coordination unitaire de province". Cette dernière appelle à une pause et à des négociations. Pour beaucoup à la gauche de l’UNEF-ID cette décision est très grave. Aussi, cela accentue les lignes de fracture apparurent lors de la guerre du Golfe.

## Sources et références
1. ↑   propos rapporté par Le Monde dans son édition du 28 mars 1991; Gérard, Courtois. Les mutants de l'UNEF-ID Taraudé par ses divisions politiques, le principal syndicat étudiant a bien du mal à aborder sereinement les mutations de l'Université; p. 16

Archives de la Bibliothèque de documentation internationale contemporaine, Fonds Alexis Corbière.
Presse écrite, notamment Le Monde et le journal de l’UNEF-ID, Étudiant de France dont les premiers numéros sont consultables sur le site du Conservatoire de la mémoire étudiante.
Souvenirs d’anciens militants, notamment, Olivier Rey et Pascal Cherki